# Majdan (Rejowiec Fabryczny)
Majdan (dawn. Majdan Stajne, Majdan Stajeński) – dawniej samodzielna wieś, obecnie część Rejowca Fabrycznego, w województwie lubelskim, w powiecie chełmskim. Leży w północnej części miasta. Morfologicznie jest to typowa ulicówka. Znajduje się tu kaplica cmentarna.
Od 1867 wieś w gminie Rejowiec, w powiecie chełmskim w województwie lubelskim, gdzie 20 października 1933 utworzył gromadę Majdan Stajne w granicach gminy Rejowiec, składającą się ze wsi Majdan Stajne i Kadzinek.
Podczas II wojny światowej w Generalnym Gubernatorstwie (dystrykt lubelski), gdzie w 1943 roku liczył 361 mieszkańców. Po wojnie powrócono do stanu sprzed wojny, a Majdan Stajne stanowił jedną z 25 gromad gminy Rejowiec w województwie lubelskim
W związku z reorganizacją administracji wiejskiej jesienią 1954 Majdan Stajne wszedł w skład nowo utworzonej gromady Morawinek w powiecie chełmskim, dla której ustalono 26 członków gromadzkiej rady narodowej.
1 stycznia 1958 gromadę Morawinek przekształcono w osiedle o nazwie Rejowiec Fabryczny, przez co Majdan Stajne stał się integralną częścią Rejowca Fabrycznego, a w związku z nadaniem Rejowcowi Fabrycznemu praw miejskich 18 lipca 1962 – częścią miasta.